# Microtoena wardii
Microtoena wardii là một loài thực vật có hoa trong họ Hoa môi. Loài này được Stearn mô tả khoa học đầu tiên năm 1983.